# Mount Ulla
Mount Ulla ist ein 1920 m hoher und spitzer Berg im ostantarktischen Viktorialand. In der Asgard Range ragt er zwischen dem Meserve- und dem Hart-Gletscher auf. Der zweiseitig steil abfallende Gipfel ähnelt einer Messerklinge.
Teilnehmer einer von 1958 bis 1959 dauernden Kampagne im Rahmen der neuseeländischen Victoria University’s Antarctic Expeditions benannten ihn nach dem Gott Uller aus der nordischen Mythologie.